# The three jacquets
The three jacquets was een muzikaal Nederlands komisch trio afkomstig uit Rotterdam. Oorspronkelijk bestond het trio uit Henk van der Lee, Ger van Ringelenstijn en Martin Bijkerk. Martin Bijkerk werd later vervangen door Ton Ravesloot. Ger van Ringelenstijn raakte met zijn gezin betrokken bij een auto-ongeluk en is in de jaren 1973 / 1974 tijdelijk vervangen door Jan Vuik. Het was ook Jan Vuik die vaak voor het trio muziek of arrangementen schreef. Het trio was vrijwel altijd gekleed in jacquet met bolhoed, waar de naam naar verwijst. Het trio was actief in de jaren 1963-1981 en bracht voornamelijke feest- en carnavalsmuziek uit.
Het bekendst werd het trio met het nummer "'t Autootje", een B-kantje uit 1963 dat in 1973 een hiervan afgeleide versie kreeg met "We mogen op zondag niet meer rijden met 't autootje" die eind 1973 tijdens de autoloze zondagen drie weken in de tipparade van de Top 40 stond.. Er kwam nog een vervolg met  "We mogen op zondag weer gaan toeren met 't autootje" nadat het zondagsverbod voor autorijden weer werd opgeheven begin 1974 en de benzinedistributie van kracht werd. Na 1981 zijn er geen nieuwe nummers meer verschenen. Henk van der Lee overleed in 2012 en Ger van Ringelenstijn in 2006. Van de andere leden is verder weinig bekend.

## Discografie
- 1963 • "We hebben zo gelachen" / "'t Autootje"
- 1964 • "Jij moet niet zo doordouwen" / "Het bootje"
- 1965 • "'t Zal wel zo zijn...'t zal wel zo wezen" / "Boerenmeiden",  "Kleertjes uit... pyamaatjes aan"/ "Wij zijn zo..."
- 1966 • "'t Hoedje"/ "'t Is haast niet te g'loven"
- 1967 • "Een lekker glaassie melluk" / "Wij zijn ambtenaren"  (in 1973 opnieuw uitgebracht)
- 1971 • "O, blikkie bier" / "Ja, ja... we rommelen maar wat an..."
- 1973 • "'t Orgeltje" / "Waren wij maar in die bomen blijven zitten", "We mogen op zondag niet meer rijden met 't autootje" / "Doe het voor mij maar in een bloemenvaassie", "Doe het voor mij maar in een bloemenvaassie"/ "We mogen op zondag weer gaan toeren met 't autootje"
- 1981 • "Samen in de volkstuin"/ "Wintersport"

## Trivia
In 2017 werd het nummer "'t Autootje" na 54 jaar opnieuw uitgebracht door Huub Hangop.